# Namnet Jesus vill jag sjunga
Namnet Jesus vill jag sjunga (norsk originaltitel Navnet Jesus blekner aldrig), är en sång, översatt till svenska 1923 av David Welander och bearbetad 1924 av Johan Gustafsson. Andra svenska varianter av psalmen har inledningsstroferna "Namnet Jesus bleknar aldrig", "Jesusnamnet bleknar aldrig" och "Namnet Jesus aldrig mister (genom tiderna sin glans)". Den förstnämnda är en översättning av Stig M. Dominique från 1941. Den sistnämnda är en textbearbetning från 1966 gjord av Per Juliusson utifrån Johan Gustavssons version, och finns bland annat inspelad på Carolas album Credo (där som enbart Namnet Jesus).
Sången sjungs till en Zulu-melodi.

## Psalmen finns publicerad i
- Andliga sånger 1935 som nr 103.[3]
- Kristen lovsång 1952 som nr 96, i Stig Dominiques översättning.[4][3]
- Förbundstoner 1957 som nr 62, under rubriken "Guds uppenbarelse i Kristus: Jesu namn".
- Psalm och Sång som nr 72, i Gustafssons version men utan refräng.[3]
- Frälsningsarméns sångbok 1968 som nr 313, med inledningsfras Jesusnamnet bleknar aldrig under rubriken "Jubel och tacksägelse".
- Finlandssvenska psalmboken 1986 som nr 310, i en bearbetning av Stig Dominiques översättning.[1]
- Psalmer och Sånger 1987 som nr 386, under rubriken "Fader, Son och Ande - Jesus, vår Herre och broder".[5]
- Lova Herren 1988 som nr 42, under rubriken "Jesu Kristi namn".
- Segertoner 1988 som nr 365, under rubriken "Fader, son och ande - Jesus, vår Herre och broder".[6]
- Frälsningsarméns sångbok 1990 som nr 580, under rubriken "Erfarenhet och vittnesbörd".
- EFS-tillägget 1986 som nr 706, med inledningsfras Namnet Jesus aldrig mister under rubriken "Jesus, vår Herre och broder".
- Verbums psalmbokstillägg 2003 som nr 716, med inledningsfras Namnet Jesus aldrig mister under rubriken "Jesus, vår Herre och broder".
- Lova Herren 2020 som nr 36, under rubriken "Guds Son, Jesus vår Frälsare".